# Seznam evropských druhů ptáků
Toto je seznam druhů ptáků, kteří se pravidelně vyskytují nebo byli pozorováni v Evropě. Neřadí se sem uprchlíci z chovů nebo druhy, které nemají v Evropě stálou populaci.

## Vrubozobí
| Název druhu           | Latinsky                    | Výskyt v Evropě | Výskyt v Česku                  | Obrázek |
| --------------------- | --------------------------- | --- | ------------------------------- | ------- |
| Labuť velká           | Cygnus olor                 | Převážně ve střední a západní Evropě, na Britských ostrovech, na jihu Skandinávie, na jihu Balkánu, na sever od Černého moře | Pravidelný                      |         |
| Labuť zpěvná          | Cygnus cygnus               | V severní Evropě, východní Skandinávii, na Islandu, v severním Rusku, částečně i v Pobaltí                                   | Nepravidelně táhne              |         |
| Labuť malá            | Cygnus bewickii             | Žije v Rusku, odkud občas zalétne do Evropy                                                                                  | Vzácný                          |         |
| Labuť černá           | Cygnus atratus              | Původem z Austrálie, v Evropě občas chována, vzácně hnízdí i volně                                                           | Vzácný                          |         |
| Husa polní            | Anser fabalis               | | Pravidelně táhne                |         |
| Husa krátkozobá       | Anser brachyrhynchus        | | Vzácně táhne                    |         |
| Husa malá             | Anser erythropus            | | Vzácně táhne                    |         |
| Husa běločelá         | Anser albifrons             | | Pravidelně táhne                |         |
| Husa velká            | Anser anser                 | | Pravidelný                      |         |
| Husa indická          | Anser indicus               | | Nepravidelný                    |         |
| Husa sněžní           | Chen caerulescens           | | Vzácný                          |         |
| Berneška rudokrká     | Branta ruficollis           | | Nepravidelný                    |         |
| Berneška velká        | Branta canadensis           | | Nepravidelný                    |         |
| Berneška tmavá        | Branta leucopsis            | | Nepravidelný                    |         |
| Berneška bělolící     | Branta leucopsis            | | Nepravidelný                    |         |
| Husice nilská         | Alopochen aegyptiaca        | | Nepravidelný                    |         |
| Husice liščí          | Tadorna tadorna             | | Nepravidelný                    |         |
| Husice rezavá         | Tadorna ferruginea          | | Pravděpodobně uprchlíci z chovů |         |
| Kachnice bělohlavá    | Oxyura leucocephala         | | Vzácný                          |         |
| Kachnice kaštanová    | Oxyura jarnaicensis         | | Vzácný                          |         |
| Kachnička karolínská  | Aix sponsa                  | | Nepravidelný                    |         |
| Kachnička mandarinská | Aix galericulata            | | Nepravidelný                    |         |
| Čírka úzkozobá        | Marmaronetta angustirostris | | Vzácný                          |         |
| Kopřivka obecná       | Anas strepera               | | Pravidelný                      |         |
| Hvízdák eurasijský    | Anas penelope               | | Pravidelně táhne                |         |
| Hvízdák americký      | Anas americana              | | Vzácný                          |         |
| Kachna divoká         | Anas platyrhynchos          | | Pravidelný                      |         |
| Lžičák pestrý         | Anas clypeata               | | Pravidelný                      |         |
| Ostralka štíhlá       | Anas acuta                  | | Pravidelně táhne                |         |
| Čírka modrá           | Anas querquedula            | | Pravidelný                      |         |
| Čírka obecná          | Anas crecca                 | | Pravidelný                      |         |
| Zrzohlávka rudozobá   | Netta rutina                | | Pravidelný                      |         |
| Polák velký           | Aythya ferina               | | Pravidelný                      |         |
| Polák chocholačka     | Aythya fuligula             | | Pravidelný                      |         |
| Polák malý            | Aythya nyroca               | | Vzácný                          |         |
| Polák kaholka         | Aythya marila               | | Nepravidelně táhne              |         |
| Polák proužkozobý     | Aythya collaris             | | Vzácný                          |         |
| Kajka mořská          | Somateria mollissima        | | Vzácný                          |         |
| Kajka královská       | Somateria spectabilis       | | Vzácný                          |         |
| Kajka Stellerova      | Polysticta stelleri         | | Vzácný                          |         |
| Hoholka lední         | Clangula hyemalis           | | Nepravidelně táhne              |         |
| Turpan černý          | Melanitta nigra             | | Nepravidelně táhne              |         |
| Turpan pestrozobý     | Melanitta perspicillata     | | Vzácný                          |         |
| Turpan hnědý          | Melanitta fusca             | | Nepravidelně táhne              |         |
| Kačka strakatá        | Histrionicus histrionicus   | | Vzácný                          |         |
| Hohol severní         | Bucephala clangula          | | Pravidelně táhne                |         |
| Hohol islandský       | Bucephala islandica         | | Vzácný                          |         |
| Morčák malý           | Mergellus albellus          | | Pravidelně táhne                |         |
| Morčák chocholatý     | Lophodytes cucullatus       | | Vzácný                          |         |
| Morčák prostřední     | Mergus serrator             | | Pravidelně táhne                |         |
| Morčák velký          | Mergus merganser            | | Pravidelně táhne                |         |

## Hrabaví
| Název druhu       | Latinsky            | Výskyt v Evropě                                        | Výskyt v Česku               | Obrázek |
| ----------------- | ------------------- | ------------------------------------------------------ | ---------------------------- | ------- |
| Bělokur rousný    | Lagopus lagopus     | Na severu Evropy a na Britských ostrovech              | Pokusy o introdukci          |         |
| Bělokur horský    | Lagopus muta        | Na Pyrenejích, v Alpách, Skandinávie, Island, Británie | Pokusy o introdukci          |         |
| Tetřívek obecný   | Tetrao tetrix       |                                                        | Pravidelný, silně však ubývá |         |
| Tetřev hlušec     | Tetrao urogallus    |                                                        | Pravidelný, silně však ubývá |         |
| Jeřábek lesní     | Tetrastes bonasia   |                                                        | Pravidelný, silně však ubývá |         |
| Orebice horská    | Alectoris graeca    | Na Balkáně, v Alpách, v Itálii                         | Pokusy o introdukci          |         |
| Orebice čukar     | Alectoris chukar    | Turecko, Krym                                          | Pokusy o introdukci          |         |
| Orebice rudá      | Alectoris rufa      | Británie, Pyrenejský poloostrov                        | Pokusy o introdukci          |         |
| Orebice berberská | Alectoris barbara   |                                                        | -                            |         |
| Koroptev polní    | Perdix perdix       |                                                        | Pravidelný                   |         |
| Křepelka polní    | Coturnix coturnix   |                                                        | Pravidelný                   |         |
| Bažant obecný     | Phasianus colchicus |                                                        | Pravidelný                   |         |

## Potápkovití
| Název druhu       | Latinsky               | Výskyt v Evropě | Výskyt v Česku     | Obrázek |
| ----------------- | ---------------------- | --------------- | ------------------ | ------- |
| Potápka malá      | Tachybaptus ruficollis |                 | Pravidelný         |         |
| Potápka roháč     | Podiceps cristatus     |                 | Pravidelný         |         |
| Potápka rudokrká  | Podiceps grisegena     |                 | Nepravidelně táhne |         |
| Potápka žlutorohá | Podiceps auritus       |                 | Nepravidelně táhne |         |
| Potápka černokrká | Podiceps nigricollis   |                 | Pravidelný         |         |

## Potáplicovití
| Název druhu         | Latinsky       | Výskyt v Evropě                             | Výskyt v Česku   | Obrázek |
| ------------------- | -------------- | ------------------------------------------- | ---------------- | ------- |
| Potáplice malá      | Gavia stellata | Skotsko, Skandinávie, severní Rusko, Island | Pravidelně táhne |         |
| Potáplice severní   | Gavia arctica  | Skotsko, Skandinávie, severní Rusko         | Pravidelně táhne |         |
| Potáplice lední     | Gavia immer    | Island                                      | Vzácně táhne     |         |
| Potáplice žlutozobá | Gavia adamsii  | Sibiř                                       | Vzácně táhne     |         |

## Trubkonosí

### Buřňáčkovití
| Název druhu           | Latinsky              | Výskyt v Evropě | Výskyt v Česku | Obrázek |
| --------------------- | --------------------- | --------------- | -------------- | ------- |
| Buřňáček malý         | Hydrobates pelagicus  |                 | Vzácný         |         |
| Buřňáček dlouhokřídlý | Oceanodroma leucorhoa |                 | -              |         |
| Buřňáček madeirský    | Oceanodroma castro    |                 | -              |         |

### Buřňákovití
| Název druhu         | Latinsky              | Výskyt v Evropě | Výskyt v Česku | Obrázek |
| ------------------- | --------------------- | --------------- | -------------- | ------- |
| Buřňák lední        | Fulmarus glacialis    |                 | Vzácný         |         |
| Buřňák velký        | Puffinus gravis       |                 | -              |         |
| Buřňák temný        | Puffinus griseus      |                 | -              |         |
| Buřňák šedý         | Puffinus diomedea     |                 | Vzácný         |         |
| Buřňák severní      | Puffinus puffinus     |                 | -              |         |
| Buřňák baleárský    | Puffinus mauretanicus |                 | -              |         |
| Buřňák středomořský | Puffinus yelkouan     |                 | -              |         |
| Buřňák kanárský     | Puffinus baroli       |                 | -              |         |

## Plameňáci
| Název druhu      | Latinsky                 | Výskyt v Evropě | Výskyt v Česku                  | Obrázek |
| ---------------- | ------------------------ | --------------- | ------------------------------- | ------- |
| Plameňák růžový  | Phoenicopterus roseus    |                 | Vzácný, spíše uprchlíci z chovů |         |
| Plameňák chilský | Phoenicopterus chilensis |                 | Vzácný, spíše uprchlíci z chovů |         |
| Plameňák malý    | Phoenicopterus minor     |                 | -                               |         |

## Pelikáni
| Název druhu      | Latinsky              | Výskyt v Evropě | Výskyt v Česku | Obrázek |
| ---------------- | --------------------- | --------------- | -------------- | ------- |
| Pelikán bílý     | Pelecanus onocrotalus |                 | Vzácný         |         |
| Pelikán kadeřavý | Pelecanus crispus     |                 | -              |         |
| Pelikán africký  | Pelecanus rufensens   |                 | -              |         |

## Veslonozí

### Terejovití
| Název druhu | Latinsky     | Výskyt v Evropě | Výskyt v Česku | Obrázek |
| ----------- | ------------ | --------------- | -------------- | ------- |
| Terej bílý  | Sula bassana |                 | Vzácný         |         |

### Kormoránovití
| Název druhu         | Latinsky                  | Výskyt v Evropě | Výskyt v Česku | Obrázek |
| ------------------- | ------------------------- | --------------- | -------------- | ------- |
| Kormorán velký      | Phalacrocorax carbo       |                 | Pravidelný     |         |
| Kormorán chocholatý | Phalacrocorax aristotelis |                 | Vzácný         |         |
| Kormorán malý       | Phalacrocorax pygmeus     |                 | Nepravidelný   |         |

## Brodiví

### Ibisi
| Název druhu   | Latinsky                 | Výskyt v Evropě | Výskyt v Česku                          | Obrázek |
| ------------- | ------------------------ | --------------- | --------------------------------------- | ------- |
| Ibis hnědý    | Plegadis falcinellus     |                 | Vzácný                                  |         |
| Kolpík bílý   | Platalea leucorodia      |                 | Pravidelný                              |         |
| Ibis skalní   | Geronticus eremita       |                 | Vzácný, pravděpodobně uprchlíci z chovů |         |
| Ibis posvátný | Threskiornis aethiopicus |                 | Vzácný, pravděpodobně uprchlíci z chovů |         |

### Volavky
| Název druhu       | Latinsky              | Výskyt v Evropě | Výskyt v Česku                | Obrázek |
| ----------------- | --------------------- | --------------- | ----------------------------- | ------- |
| Bukač velký       | Botaurus stellaris    |                 | Pravidelný                    |         |
| Bukáček malý      | Ixobrychus minutus    |                 | Pravidelný, snížená početnost |         |
| Kvakoš noční      | Nycticorax nycticorax |                 | Pravidelný                    |         |
| Volavka vlasatá   | Ardeola ralloides     |                 | Nepravidelně táhne            |         |
| Volavka rusohlavá | Bubulcus ibis         |                 | Vzácný                        |         |
| Volavka bílá      | Casmerodius albus     |                 | Pravidelně táhne              |         |
| Volavka stříbřitá | Egretta garzetta      |                 | Pravidelně táhne              |         |
| Volavka popelavá  | Ardea cinerea         |                 | Pravidelný                    |         |
| Volavka červená   | Ardea purpurea        |                 | Nepravidelný                  |         |

### Čápi
| Název druhu | Latinsky        | Výskyt v Evropě | Výskyt v Česku | Obrázek |
| ----------- | --------------- | --------------- | -------------- | ------- |
| Čáp bílý    | Ciconia ciconia |                 | Pravidelný     |         |
| Čáp černý   | Ciconia nigra   |                 | Pravidelný     |         |

## Dravci

### Orlovcovití
| Název druhu   | Latinsky          | Výskyt v Evropě | Výskyt v Česku   | Obrázek |
| ------------- | ----------------- | --------------- | ---------------- | ------- |
| Orlovec říční | Pandion haliaetus |                 | Pravidelně táhne |         |

### Jestřábovití
| Název druhu          | Latinsky              | Výskyt v Evropě                                                                  | Výskyt v Česku      | Obrázek |
| -------------------- | --------------------- | -------------------------------------------------------------------------------- | ------------------- | ------- |
| Orlík krátkoprstý    | Circaetus gallicus    |                                                                                  | Nepravidelně táhne  |         |
| Luněc šedý           | Elanus caeruleus      | V Evropě pouze ve Španělsku a v jižním Portugalsku                               | Vzácný              |         |
| Luňák červený        | Milvus milvus         |                                                                                  | Pravidelně hnízdí   |         |
| Luňák hnědý          | Milvus migrans        |                                                                                  | Pravidelně hnízdí   |         |
| Sup mrchožravý       | Neophron percnopterus |                                                                                  | Vzácný              |         |
| Sup bělohlavý        | Gyps fulvus           |                                                                                  | Vzácný              |         |
| Orlosup bradatý      | Gypaetus barbatus     |                                                                                  | Vzácný              |         |
| Sup hnědý            | Aegypius monachus     |                                                                                  | Vzácný              |         |
| Orel jestřábí        | Aquila fasciata       |                                                                                  | Vzácný              |         |
| Orel nejmenší        | Aquila pennata        |                                                                                  | Nepravidelně táhne  |         |
| Orel skalní          | Aquila chrysaetos     |                                                                                  | Nepravidelně zimuje |         |
| Orel volavý          | Aquila clanga         |                                                                                  | Nepravidelně táhne  |         |
| Orel křiklavý        | Aquila pomarina       |                                                                                  | Pravidelně táhne    |         |
| Orel královský       | Aquila heliaca        |                                                                                  | Nepravidelný        |         |
| Orel iberský         | Aquila adalberti      | Pouze ve Španělsku a v Portugalsku                                               | -                   |         |
| Orel stepní          | Aquila nipalensis     |                                                                                  | Vzácný              |         |
| Orel mořský          | Haliaeetus albicilla  |                                                                                  | Pravidelný          |         |
| Káně lesní           | Buteo buteo           |                                                                                  | Pravidelný          |         |
| Včelojed lesní       | Pernis apivorus       |                                                                                  | Pravidelně hnízdí   |         |
| Káně rousná          | Buteo lagopus         | Ve Skandinávii a na severu Ruska                                                 | Pravidelně zimuje   |         |
| Káně bělochvostá     | Buteo ruffinus        | V Turecku a na jihovýchodě Balkánu                                               | Nepravidelně táhne  |         |
| Jestřáb lesní        | Accipiter gentilis    |                                                                                  | Pravidelný          |         |
| Krahujec obecný      | Accipiter nisus       |                                                                                  | Pravidelný          |         |
| Krahujec krátkoprstý | Accipiter brevipes    | Na jihovýchodním Balkáně, na západě Malé Asie, na severovýchod od Azovského moře | Vzácný              |         |
| Moták pochop         | Circus aeruginosus    |                                                                                  | Pravidelně hnízdí   |         |
| Moták pilich         | Circus cyaneus        |                                                                                  | Pravidelný          |         |
| Moták lužní          | Circus pygargus       |                                                                                  | Nepravidelně hnízdí |         |
| Moták stepní         | Circus macrourus      |                                                                                  | Nepravidelně táhne  |         |

## Sokoli
| Název druhu       | Latinsky          | Výskyt v Evropě | Výskyt v Česku     | Obrázek |
| ----------------- | ----------------- | --------------- | ------------------ | ------- |
| Sokol stěhovavý   | Falco peregrinus  |                 | Pravidelný         |         |
| Raroh lovecký     | Falco rusticolus  |                 | Vzácný             |         |
| Raroh velký       | Falco cherrug     |                 | Pravidelný         |         |
| Raroh jižní       | Falco biarmicus   |                 | Vzácný             |         |
| Ostříž jižní      | Falco eleonorae   |                 | Vzácný             |         |
| Ostříž lesní      | Falco subbuteo    |                 | Pravidelně hnízdí  |         |
| Poštolka obecná   | Falco tinnunculus |                 | Pravidelný         |         |
| Poštolka jižní    | Falco naumanni    |                 | Vzácný             |         |
| Dřemlík tundrový  | Falco columbarius |                 | Pravidelně zimuje  |         |
| Poštolka rudonohá | Falco vespertinus |                 | Nepravidelně táhne |         |

## Krátkokřídlí

### Dropovití
| Název druhu   | Latinsky               | Výskyt v Evropě | Výskyt v Česku                | Obrázek |
| ------------- | ---------------------- | --------------- | ----------------------------- | ------- |
| Drop velký    | Otis tarda             |                 | Vzácný (na Znojemsku)         |         |
| Drop malý     | Tetrax tetrax          |                 | Vzácné přelety                |         |
| Drop hřívnatý | Chlamydotis macqueenii |                 | - (jediný výskyt v 19. stol.) |         |

### Jeřábovití
| Název druhu    | Latinsky   | Výskyt v Evropě | Výskyt v Česku | Obrázky |
| -------------- | ---------- | --------------- | -------------- | ------- |
| Jeřáb popelavý | Grus grus  |                 | Vzácný         |         |
| Jeřáb panenský | Grus virgo |                 | -              |         |

### Chřástalovití
| Název druhu        | Latinsky                       | Výskyt v Evropě | Výskyt v Česku                | Obrázek |
| ------------------ | ------------------------------ | --------------- | ----------------------------- | ------- |
| Slípka zelenonohá  | Gallinula chloropus            |                 | Pravidelně hnízdí             |         |
| Lyska černá        | Fulica atra, syn. Fulica prior |                 | Pravidelně hnízdí             |         |
| Lyska hřebenatá    | Fulica cristata                |                 |                               |         |
| Slípka modrá       | Porphyrio porphyrio            |                 | Vzácný (čtyři pozorování)     |         |
| Chřástal vodní     | Rallus aquaticus               |                 | Pravidelně hnízdí             |         |
| Chřástal kropenatý | Porzana porzana                |                 | Rozptýlený                    |         |
| Chřástal malý      | Porzana parva                  |                 | Vzácně hnízdí (15 až 30 párů) |         |
| Chřástal nejmenší  | Porzana pusilla                |                 | Vzácné přelety                |         |
| Chřástal polní     | Crex crex                      |                 | Pravidelně hnízdí             |         |

### Perepelovití
| Název druhu  | Latinsky          | Výskyt v Evropě | Výskyt v Česku | Obrázek |
| ------------ | ----------------- | --------------- | -------------- | ------- |
| Perepel malý | Turnix sylvaticus |                 | -              |         |

## Dlouhokřídlí

### Dytíkovití
| Název druhu  | Latinsky            | Výskyt v Evropě | Výskyt v Česku | Obrázek |
| ------------ | ------------------- | --------------- | -------------- | ------- |
| Dytík úhorní | Burhinus oedicnemus |                 | Vzácný         |         |

### Ústřičníkovití
| Název druhu     | Latinsky              | Výskyt v Evropě | Výskyt v Česku                      | Obrázek |
| --------------- | --------------------- | --------------- | ----------------------------------- | ------- |
| Ústřičník velký | Haematopus ostralegus |                 | pouze na tahu (březen, duben, září) |         |

### Tenkozobcovití
| Název druhu       | Latinsky               | Výskyt v Evropě | Výskyt v Česku      | Obrázek |
| ----------------- | ---------------------- | --------------- | ------------------- | ------- |
| Pisila čáponohá   | Himantopus himantopus  |                 | Vzácný              |         |
| Tenkozobec opačný | Recurvirostra avosetta |                 | Nepravidelně hnízdí |         |

### Kulíkovití
| Název druhu        | Latinsky                | Výskyt v Evropě | Výskyt v Česku                            |
| ------------------ | ----------------------- | --------------- | ----------------------------------------- |
| Čejka chocholatá   | Vanellus vanellus       |                 | Pravidelně hnízdí                         |
| Čejka trnitá       | Vanellus spinosus       |                 | - (jediné pozorování zatoulaného jedince) |
| Keptuška stepní    | Vanellus gregarius      |                 | Vzácné přelety                            |
| Keptuška běloocasá | Vanellus leucurus       |                 | - (jediné pozorování 2001)                |
| Kulík bledý        | Pluvialis squatarola    |                 |                                           |
| Kulík zlatý        | Pluvialis apricaria     |                 |                                           |
| Kulík pacifický    | Pluvialis fulva         |                 |                                           |
| Kulík hnědokřídlý  | Pluvialis dominica      |                 |                                           |
| Kulík říční        | Charadrius dubius       |                 |                                           |
| Kulík písečný      | Charadrius hiaticula    |                 |                                           |
| Kulík mořský       | Charadrius alexandrinus |                 |                                           |
| Kulík hnědý        | Charadrius morinellus   |                 |                                           |

### Slukovití
| Název druhu         | Latinsky                | Výskyt v Evropě | Výskyt v Česku |
| ------------------- | ----------------------- | --------------- | -------------- |
| Lyskonoh úzkozobý   | Phalaropus lobatus      |                 |                |
| Lyskonoh ploskozobý | Phalaropus fulicarius   |                 |                |
| Lyskonoh dlouhozobý | Steganopus tricolor     |                 |                |
| Koliha velká        | Numenius arquata        |                 |                |
| Koliha malá         | Numenius phaeopus       |                 |                |
| Břehouš černoocasý  | Limosa limosa           |                 |                |
| Břehouš rudý        | Limosa lapponica        |                 |                |
| Bekasina otavní     | Gallinago gallinago     |                 |                |
| Bekasina větší      | Gallinago media         |                 |                |
| Slučka malá         | Lymnocryptes minimus    |                 |                |
| Sluka lesní         | Scolopax rusticola      |                 |                |
| Vodouš rudonohý     | Tringa totanus          |                 |                |
| Vodouš tmavý        | Tringa erythropus       |                 |                |
| Vodouš šedý         | Tringa nebularia        |                 |                |
| Vodouš štíhlý       | Tringa stagnatilis      |                 |                |
| Vodouš kropenatý    | Tringa ochropus         |                 |                |
| Vodouš bahenní      | Tringa glareola         |                 |                |
| Jespák bojovný      | Philomachus pugnax      |                 |                |
| Pisík obecný        | Actitis hypoleucos      |                 |                |
| Pisík americký      | Actitis macularius      |                 |                |
| Vodouš malý         | Xenus cinereus          |                 |                |
| Jespák plavý        | Tryngites subruficollis |                 |                |
| Jespák rezavý       | Calidris canutus        |                 |                |
| Jespák písečný      | Calidris alba           |                 |                |
| Jespák mořský       | Calidris maritima       |                 |                |
| Kameňáček pestrý    | Arenaria interpres      |                 |                |
| Jespák obecný       | Calidris alpina         |                 |                |
| Jespák křivozobý    | Calidris ferruginea     |                 |                |
| Jespáček ploskozobý | Limicola falcinellus    |                 |                |
| Jespák tundrový     | Calidris fuscicollis    |                 |                |
| Jespák skvrnitý     | Calidris melanotos      |                 |                |
| Jespák malý         | Calidris minuta         |                 |                |
| Jespák šedý         | Calidris temminckii     |                 |                |

### Ouhorlíkovití
| Název druhu          | Latinsky            | Výskyt v Evropě | Výskyt v Česku           | Obrázek |
| -------------------- | ------------------- | --------------- | ------------------------ | ------- |
| Běhulík plavý        | Cursorius cursor    |                 | -                        |         |
| Ouhorlík stepní      | Glareola pratincola |                 | Vzácný (sedm pozorování) |         |
| Ouhorlík černokřídlý | Glareola nordmanni  |                 | Vzácný (dvě pozorování)  |         |

### Chaluhovití
| Název druhu        | Latinsky                 | Výskyt v Evropě                 | Výskyt v Česku | Obrázek |
| ------------------ | ------------------------ | ------------------------------- | -------------- | ------- |
| Chaluha malá       | Stercorarius longicaudus | v severních oblastech           | Vzácný         |         |
| Chaluha příživná   | Stercorarius parasiticus | v severních oblastech           | Vzácný         |         |
| Chaluha pomořanská | Stercorarius pomarinus   | západní pobřeží                 | Vzácný         |         |
| Chaluha velká      | Stercorarius skua        | západní a severozápadní pobřeží | Vzácný         |         |

### Alky
| Název druhu       | Latinsky           | Výskyt v Evropě | Výskyt v Česku |
| ----------------- | ------------------ | --------------- | -------------- |
| Papuchalk severní | Fratercula arctica |                 |                |
| Alka malá         | Alca torda         |                 |                |
| Alkoun úzkozobý   | Uria aalge         |                 |                |
| Alkoun tlustozobý | Uria lomvia        |                 |                |
| Alkoun malý       | Alle alle          |                 |                |
| Alkoun obecný     | Cepphus grylle     |                 |                |

### Rackovití
| Název druhu        | Latinsky                   | Výskyt v Evropě | Výskyt v Česku |
| ------------------ | -------------------------- | --------------- | -------------- |
| Racek sněžní       | Pagophila eburnea          |                 |                |
| Racek Sabinův      | Xema sabini                |                 |                |
| Racek růžový       | Rhodostethia rosea         |                 |                |
| Racek malý         | Hydrocoloeus minutus       |                 |                |
| Racek tříprstý     | Rissa tridactyla           |                 |                |
| Racek chechtavý    | Chroicocephalus ridibundus |                 |                |
| Racek tenkozobý    | Chroicocephalus genei      |                 |                |
| Racek černohlavý   | Ichthyaetus melanocephalus |                 |                |
| Racek Audouinův    | Ichthyaetus audouinii      |                 |                |
| Racek velký        | Larus ichthyaetus          |                 |                |
| Racek bouřní       | Larus canus                |                 |                |
| Racek delawarský   | Larus delawarensis         |                 |                |
| Racek stříbřitý    | Larus argentatus           |                 |                |
| Racek středomořský | Larus michahellis          |                 |                |
| Racek bělohlavý    | Larus cachinnans           |                 |                |
| Racek mořský       | Larus marinus              |                 |                |
| Racek žlutonohý    | Larus fuscus               |                 |                |
| Racek tundrový     |                            |                 |                |
| Racek šedý         | Larus hyperboreus          |                 |                |
| Racek polární      | Larus glaucoides           |                 |                |

### Rybákovití
| Název druhu       | Latinsky                | Výskyt v Evropě | Výskyt v Česku |
| ----------------- | ----------------------- | --------------- | -------------- |
| Rybák velkozobý   | Hydroprogne caspia      |                 |                |
| Rybák malý        | Sternula albifrons      |                 |                |
| Rybák černozobý   | Gelochelidon nilotica   |                 |                |
| Rybák severní     | Thalasseus sandvicensis |                 |                |
| Rybák obecný      | Sterna hirundo          |                 |                |
| Rybák dlouhoocasý | Sterna paradisaea       |                 |                |
| Rybák rajský      | Sterna dougallii        |                 |                |
| Rybák černý       | Chlidonias niger        |                 |                |
| Rybák bělokřídlý  | Chlidonias leucopterus  |                 |                |
| Rybák bahenní     | Chlidonias hybrida      |                 |                |

## Stepokurové
| Název druhu        | Latinsky             | Výskyt v Evropě                       | Výskyt v Česku | Obrázek |
| ------------------ | -------------------- | ------------------------------------- | -------------- | ------- |
| Stepokur písečný   | Pterocles orientalis | jihozápad Evropy                      | -              |         |
| Stepokur krásný    | Pterocles alchata    | jihozápad Evropy                      | -              |         |
| Stepokur kirgizský | Syrrhaptes paradoxus | nepravidelné zálety do západní Evropy | Vzácné zálety  |         |

## Měkkozobí
| Název druhu         | Latinsky                   | Výskyt v Evropě              | Výskyt v Česku | Obrázek |
| ------------------- | -------------------------- | ---------------------------- | -------------- | ------- |
| Holub skalní        | Columba livia              | zejména jižní oblasti Evropy |                |         |
| Holub domácí        | Columba livia f. domestica | téměř celá Evropa            | Pravidelný     |         |
| Holub doupňák       | Columba oenas              | téměř celá Evropa            | Pravidelný     |         |
| Holub hřivnáč       | Columba palumbus           | téměř celá Evropa            | Pravidelný     |         |
| Hrdlička divoká     | Streptopelia turtur        | většina Evropy               | Pravidelný     |         |
| Hrdlička zahradní   | Streptopelia decaocto      | většina Evropy               | Pravidelný     |         |
| Hrdlička senegalská | Streptopelia senegalensis  | Pouze v Turecku              | -              |         |

## Sovy

### Sovovití
| Název druhu | Latinsky  | Výskyt v Evropě                           | Výskyt v Česku    | Obrázek |
| ----------- | --------- | ----------------------------------------- | ----------------- | ------- |
| Sova pálená | Tyto alba | vyjma severních oblastí téměř celá Evropa | Pravidelně hnízdí |         |

### Puštíkovití
| Název druhu      | Latinsky              | Výskyt v Evropě                                                              | Výskyt v Česku                                    | Obrázek |
| ---------------- | --------------------- | ---------------------------------------------------------------------------- | ------------------------------------------------- | ------- |
| Výreček malý     | Otus scops            | jižní a východní Evropa                                                      | velmi vzácně hnízdí (1 až 4 páry)                 |         |
| Kalous ušatý     | Asio otus             | téměř celá Evropa                                                            | pravidelně hnízdí                                 |         |
| Kalous pustovka  | Asio flammeus         | roztroušeně po celé Evropě, nejvíce v severní a východní Evropě              | pravidelně zimuje nebo přelétá (hnízdí výjimečně) |         |
| Výr velký        | Bubo bubo             | téměř celá Evropa                                                            | pravidelně hnízdí                                 |         |
| Sovice sněžní    | Bubo scandiacus       | severní oblasti Evropy                                                       | občasné zálety                                    |         |
| Puštík obecný    | Strix aluco           | téměř celá Evropa vyjma nejsevernějších oblastí                              | pravidelně hnízdí                                 |         |
| Puštík bělavý    | Strix uralensis       | zejména severní Evropa                                                       | vzácně hnízdí                                     |         |
| Puštík vousatý   | Strix nebulosa        | severovýchod Evropy                                                          | -                                                 |         |
| Sýc rousný       | Aegolius funereus     | nejvíce severovýchod Evropy, vyskytuje se ale také ve střední a jižní Evropě | pravidelně hnízdí                                 |         |
| Sýček obecný     | Athene noctua         | téměř celá Evropa vyjma nejsevernějších oblastí                              | pravidelně hnízdí                                 |         |
| Kulíšek nejmenší | Glaucidium passerinum | severní a střední Evropa, ostrůvkovitě na Balkáně                            | pravidelně hnízdí                                 |         |
| Sovice krahujová | Surnia ulula          | severní oblast Evropy                                                        | vzácné zálety                                     |         |

## Svišťouni
| Název druhu          | Latinsky           | Výskyt v Evropě       | Výskyt v Česku         | Obrázek |
| -------------------- | ------------------ | --------------------- | ---------------------- | ------- |
| Rorýs obecný         | Apus apus          | téměř celá Evropa     | pravidelně hnízdí      |         |
| Rorýs šedohnědý      | Apus pallidus      | zejména jižní Evropa  | -                      |         |
| Rorýs velký          | Tachymarptis melba | zejména jižní Evropa  | vzácný (14 pozorování) |         |
| Rorýs bělokostřecový | Apus caffer        |                       | -                      |         |
| Rorýs domovní        | Apus affinis       | zejména jih Španělska | -                      |         |

## Kukačky
| Název druhu        | Latinsky            | Výskyt v Evropě                                         | Výskyt v Česku    | Obrázek |
| ------------------ | ------------------- | ------------------------------------------------------- | ----------------- | ------- |
| Kukačka obecná     | Cuculus canorus     | téměř celá Evropa (bez Islandu a nejsevernějších částí) | pravidelně hnízdí |         |
| Kukačka chocholatá | Clamator glandarius | jižní Evropa                                            | -                 |         |

## Lelci
| Název druhu    | Latinsky               | Výskyt v Evropě                                  | Výskyt v Česku    | Obrázek |
| -------------- | ---------------------- | ------------------------------------------------ | ----------------- | ------- |
| Lelek lesní    | Caprimulgus europaeus  | téměř celá Evropa vyjma nejsevernějších částí    | pravidelně hnízdí |         |
| Lelek rudokrký | Caprimulgus ruficollis | zejména jihozápad Evropy (Pyrenejský poloostrov) | -                 |         |

## Srostloprstí

### Mandelíkovití
| Název druhu    | Latinsky          | Výskyt v Evropě         | Výskyt v Česku                       | Obrázek |
| -------------- | ----------------- | ----------------------- | ------------------------------------ | ------- |
| Mandelík hajní | Coracias garrulus | jižní a východní Evropa | ojedinělá pozorování jedinců na tahu |         |

### Vlhovití
| Název druhu    | Latinsky        | Výskyt v Evropě               | Výskyt v Česku                    | Obrázek |
| -------------- | --------------- | ----------------------------- | --------------------------------- | ------- |
| Vlha pestrá    | Merops apiaster | zejména jižní polovina Evropy | pravidelně hnízdí na jižní Moravě |         |
| Vlha modrolící | Merops persicus | vzácně zalétá do jižní Evropy | -                                 |         |

### Ledňáčkovití
| Název druhu    | Latinsky      | Výskyt v Evropě                               | Výskyt v Česku    | Obrázek |
| -------------- | ------------- | --------------------------------------------- | ----------------- | ------- |
| Ledňáček říční | Alcedo atthis | téměř celá Evropa vyjma nejsevernějších částí | pravidelně hnízdí |         |

## Dudci
| Název druhu      | Latinsky    | Výskyt v Evropě                               | Výskyt v Česku      | Obrázek |
| ---------------- | ----------- | --------------------------------------------- | ------------------- | ------- |
| Dudek chocholatý | Upupa epops | téměř celá Evropa vyjma nejsevernějších částí | nepravidelně hnízdí |         |

## Papoušci[pozn. 1]
| Název druhu    | Latinsky            | Výskyt v Evropě | Výskyt v Česku | Obrázek |
| -------------- | ------------------- | --------------- | -------------- | ------- |
| Alexandr malý  | Psittacula krameri  |                 |                |         |
| Alexandr velký | Psittacula eupatria |                 |                |         |
| Papoušek mniší | Myiopsitta monachus |                 |                |         |

## Šplhavci
| Název druhu           | Latinsky             | Výskyt v Evropě                                                                 | Výskyt v Česku                           | Obrázek |
| --------------------- | -------------------- | ------------------------------------------------------------------------------- | ---------------------------------------- | ------- |
| Žluna zelená          | Picus viridis        | téměř celá Evropa vyjma nejsevernějších částí                                   | pravidelně hnízdí                        |         |
| Žluna španělská       | Picus sharpei        |                                                                                 |                                          |         |
| Žluna šedá            | Picus canus          | téměř celá Evropa (vyjma Pyrenejského poloostrova a nejsevernějších částí)      | nesouvislý, pravidelný výskyt            |         |
| Datel černý           | Dryocopus martius    | téměř celá Evropa                                                               | pravidelně hnízdí                        |         |
| Krutihlav obecný      | Jynx torquilla       | téměř celá Evropa                                                               | pravidelně hnízdí (kolem 3000 párů)      |         |
| Datlík tříprstý       | Picoides tridactylus | zejména severní oblasti, roztroušeně i střední Evropa                           | pravidelně hnízdí (kolem 400 párů)       |         |
| Strakapoud bělohřbetý | Dendrocopos leucotos | zejména východní Evropa                                                         | pravidelně hnízdí (kolem 200 párů)       |         |
| Strakapoud velký      | Dendrocopos major    | téměř celá Evropa                                                               | pravidelně hnízdí (kolem 300 tisíc párů) |         |
| Strakapoud jižní      | Dendrocopos syriacus | zejména jihovýchodní Evropa                                                     | řídce hnízdí (jižní Morava)              |         |
| Strakapoud prostřední | Dendrocopos medius   | zejména východní Evropa (vyjma severních oblastí), v západní Evropě roztroušeně | pravidelně hnízdí (kolem 4500 párů)      |         |
| Strakapoud malý       | Dendrocopos minor    | téměř celá Evropa                                                               | nepravidelně hnízdí                      |         |

## Pěvci

### Žluvovití
| Název druhu | Latinsky | Výskyt v Evropě | Výskyt v Česku |
| ----------- | -------- | --------------- | -------------- |
| Žluva hajní |          |                 |                |

### Ťuhýkovití
| Název druhu     | Latinsky | Výskyt v Evropě | Výskyt v Česku |
| --------------- | -------- | --------------- | -------------- |
| Ťuhýk obecný    |          |                 |                |
| Ťuhýk rudohlavý |          |                 |                |
| Ťuhýk běločelý  |          |                 |                |
| Ťuhýk menší     |          |                 |                |
| Ťuhýk šedý      |          |                 |                |
| Ťuhýk pustinný  |          |                 |                |

### Krkavcovití
| Název druhu       | Latinsky | Výskyt v Evropě | Výskyt v Česku |
| ----------------- | -------- | --------------- | -------------- |
| Sojka obecná      |          |                 |                |
| Sojka zlověstná   |          |                 |                |
| Straka obecná     |          |                 |                |
| Straka modrá      |          |                 |                |
| Ořešník kropenatý |          |                 |                |
| Kavka obecná      |          |                 |                |
| Kavče červenozobé |          |                 |                |
| Kavče žlutozobé   |          |                 |                |
| Havran polní      |          |                 |                |
| Vrána černá       |          |                 |                |
| Vrána šedá        |          |                 |                |
| Krkavec velký     |          |                 |                |

### Sýkorovití
| Název druhu      | Latinsky | Výskyt v Evropě | Výskyt v Česku |
| ---------------- | -------- | --------------- | -------------- |
| Sýkora koňadra   |          |                 |                |
| Sýkora modřinka  |          |                 |                |
| Sýkora azurová   |          |                 |                |
| Sýkora uhelníček |          |                 |                |
| Sýkora parukářka |          |                 |                |
| Sýkora babka     |          |                 |                |
| Sýkora lužní     |          |                 |                |
| Sýkora temná     |          |                 |                |
| Sýkora laponská  |          |                 |                |

### Moudivláčkovití
| Název druhu       | Latinsky | Výskyt v Evropě | Výskyt v Česku |
| ----------------- | -------- | --------------- | -------------- |
| Moudivláček lužní |          |                 |                |

### Sýkořicovití
| Název druhu      | Latinsky | Výskyt v Evropě | Výskyt v Česku |
| ---------------- | -------- | --------------- | -------------- |
| Sýkořice vousatá |          |                 |                |

### Mlynaříkovití
| Název druhu          | Latinsky | Výskyt v Evropě | Výskyt v Česku |
| -------------------- | -------- | --------------- | -------------- |
| Mlynařík dlouhoocasý |          |                 |                |

### Vlaštovkovití
| Název druhu      | Latinsky | Výskyt v Evropě | Výskyt v Česku |
| ---------------- | -------- | --------------- | -------------- |
| Jiřička obecná   |          |                 |                |
| Vlaštovka obecná |          |                 |                |
| Vlaštovka skalní |          |                 |                |
| Břehule říční    |          |                 |                |
| Břehule skalní   |          |                 |                |

### Skřivanovití
| Název druhu           | Latinsky | Výskyt v Evropě | Výskyt v Česku |
| --------------------- | -------- | --------------- | -------------- |
| Skřivan polní         |          |                 |                |
| Skřivan lesní         |          |                 |                |
| Chocholouš obecný     |          |                 |                |
| Chocholouš vavřínový  |          |                 |                |
| Skřivánek krátkoprstý |          |                 |                |
| Skřivánek menší       |          |                 |                |
| Kalandra zpěvná       |          |                 |                |
| Skřivan Dupontův      |          |                 |                |
| Skřivan ouškatý       |          |                 |                |

### Budníčkovití
| Název druhu         | Latinsky | Výskyt v Evropě | Výskyt v Česku |
| ------------------- | -------- | --------------- | -------------- |
| Budníček větší      |          |                 |                |
| Budníček menší      |          |                 |                |
| Budníček iberský    |          |                 |                |
| Budníček lesní      |          |                 |                |
| Budníček horský     |          |                 |                |
| Budníček balkánský  |          |                 |                |
| Budníček zelený     |          |                 |                |
| Budníček severní    |          |                 |                |
| Budníček pruhohlavý |          |                 |                |
| Budníček zlatohlavý |          |                 |                |

### Cvrčilkovití
| Název druhu        | Latinsky | Výskyt v Evropě | Výskyt v Česku |
| ------------------ | -------- | --------------- | -------------- |
| Cvrčilka říční     |          |                 |                |
| Cvrčilka slavíková |          |                 |                |
| Cvrčilka zelená    |          |                 |                |

### Cistovníkovití
| Název druhu             | Latinsky | Výskyt v Evropě | Výskyt v Česku |
| ----------------------- | -------- | --------------- | -------------- |
| Cistovník rákosníkovitý |          |                 |                |

### Rákosníkovití
| Název druhu           | Latinsky | Výskyt v Evropě | Výskyt v Česku |
| --------------------- | -------- | --------------- | -------------- |
| Rákosník proužkovaný  |          |                 |                |
| Rákosník ostřicový    |          |                 |                |
| Rákosník tamaryškový  |          |                 |                |
| Rákosník obecný       |          |                 |                |
| Rákosník zpěvný       |          |                 |                |
| Rákosník plavý        |          |                 |                |
| Rákosník pokřovní     |          |                 |                |
| Rákosník velký        |          |                 |                |
| Sedmihlásek hajní     |          |                 |                |
| Sedmihlásek švitořivý |          |                 |                |
| Sedmihlásek olivový   |          |                 |                |
| Sedmihlásek šedý      |          |                 |                |
| Sedmihlásek západní   |          |                 |                |
| Sedmihlásek malý      |          |                 |                |
| Sedmihlásek větší     |          |                 |                |

### Cetiovití
| Název druhu | Latinsky | Výskyt v Evropě | Výskyt v Česku |
| ----------- | -------- | --------------- | -------------- |
| Cetie jižní |          |                 |                |

### Pěnicovití
| Název druhu        | Latinsky | Výskyt v Evropě | Výskyt v Česku |
| ------------------ | -------- | --------------- | -------------- |
| Pěnice černohlavá  |          |                 |                |
| Pěnice slavíková   |          |                 |                |
| Pěnice vlašská     |          |                 |                |
| Pěnice pokřovní    |          |                 |                |
| Pěnice hnědokřídlá |          |                 |                |
| Pěnice mistrovská  |          |                 |                |
| Pěnice dlouhozobá  |          |                 |                |
| Pěnice bělohrdlá   |          |                 |                |
| Pěnice turecká     |          |                 |                |
| Pěnice kyperská    |          |                 |                |
| Pěnice vousatá     |          |                 |                |
| Pěnice brýlatá     |          |                 |                |
| Pěnice kaštanová   |          |                 |                |
| Pěnice sardinská   |          |                 |                |
| Pěnice baleárská   |          |                 |                |

### Králíčkovití
| Název druhu     | Latinsky | Výskyt v Evropě | Výskyt v Česku |
| --------------- | -------- | --------------- | -------------- |
| Králíček obecný |          |                 |                |
| Králíček ohnivý |          |                 |                |

### Šoupálkovití
| Název druhu          | Latinsky | Výskyt v Evropě | Výskyt v Česku |
| -------------------- | -------- | --------------- | -------------- |
| Šoupálek dlouhoprstý |          |                 |                |
| Šoupálek krátkoprstý |          |                 |                |

### Zedníčkovití
| Název druhu     | Latinsky | Výskyt v Evropě | Výskyt v Česku |
| --------------- | -------- | --------------- | -------------- |
| Zedníček skalní |          |                 |                |

### Brhlíkovití
| Název druhu     | Latinsky | Výskyt v Evropě | Výskyt v Česku |
| --------------- | -------- | --------------- | -------------- |
| Brhlík lesní    |          |                 |                |
| Brhlík skalní   |          |                 |                |
| Brhlík korsický |          |                 |                |
| Brhlík turecký  |          |                 |                |

### Brkoslavovití
| Název druhu      | Latinsky | Výskyt v Evropě | Výskyt v Česku |
| ---------------- | -------- | --------------- | -------------- |
| Brkoslav severní |          |                 |                |

### Špačkovití
| Název druhu   | Latinsky | Výskyt v Evropě | Výskyt v Česku |
| ------------- | -------- | --------------- | -------------- |
| Špaček obecný |          |                 |                |
| Špaček černý  |          |                 |                |
| Špaček růžový |          |                 |                |
| Majna obecná  |          |                 |                |

### Střízlíkovití
| Název druhu     | Latinsky | Výskyt v Evropě | Výskyt v Česku |
| --------------- | -------- | --------------- | -------------- |
| Střízlík obecný |          |                 |                |

### Skorcovití
| Název druhu  | Latinsky | Výskyt v Evropě | Výskyt v Česku |
| ------------ | -------- | --------------- | -------------- |
| Skorec vodní |          |                 |                |

### Drozdovití
| Název druhu   | Latinsky | Výskyt v Evropě | Výskyt v Česku |
| ------------- | -------- | --------------- | -------------- |
| Kos černý     |          |                 |                |
| Drozd zpěvný  |          |                 |                |
| Drozd cvrčala |          |                 |                |
| Drozd brávník |          |                 |                |
| Drozd kvíčala |          |                 |                |
| Kos horský    |          |                 |                |
| Drozd pestrý  |          |                 |                |

### Lejskovití
| Název druhu             | Latinsky | Výskyt v Evropě | Výskyt v Česku |
| ----------------------- | -------- | --------------- | -------------- |
| Skalník modrý           |          |                 |                |
| Skalník zpěvný          |          |                 |                |
| Lejsek šedý             |          |                 |                |
| Lejsek malý             |          |                 |                |
| Lejsek černohlavý       |          |                 |                |
| Lejsek bělokrký         |          |                 |                |
| Lejsek černokrký        |          |                 |                |
| Červenka obecná         |          |                 |                |
| Slavík modráček         |          |                 |                |
| Modruška tajgová        |          |                 |                |
| Slavík obecný           |          |                 |                |
| Slavík tmavý            |          |                 |                |
| Pěvec ryšavý            |          |                 |                |
| Rehek domácí            |          |                 |                |
| Rehek zahradní          |          |                 |                |
| Bramborníček hnědý      |          |                 |                |
| Bramborníček černohlavý |          |                 |                |
| Bramborníček sibiřský   |          |                 |                |
| Bělořit šedý            |          |                 |                |
| Bělořit plavý           |          |                 |                |
| Bělořit okrový          |          |                 |                |
| Bělořit balkánský       |          |                 |                |
| Bělořit bělohlavý       |          |                 |                |
| Bělořit kyperský        |          |                 |                |
| Bělořit černý           |          |                 |                |

### Pěvuškovití
| Název druhu      | Latinsky | Výskyt v Evropě | Výskyt v Česku |
| ---------------- | -------- | --------------- | -------------- |
| Pěvuška podhorní |          |                 |                |
| Pěvuška modrá    |          |                 |                |

### Vrabcovití
| Název druhu     | Latinsky | Výskyt v Evropě | Výskyt v Česku |
| --------------- | -------- | --------------- | -------------- |
| Pěnkava obecná  |          |                 |                |
| Vrabec domácí   |          |                 |                |
| Vrabec polní    |          |                 |                |
| Vrabec pokřovní |          |                 |                |
| Vrabec italský  |          |                 |                |
| Vrabec skalní   |          |                 |                |

### Konipasovití
| Název druhu        | Latinsky | Výskyt v Evropě | Výskyt v Česku |
| ------------------ | -------- | --------------- | -------------- |
| Linduška luční     |          |                 |                |
| Linduška lesní     |          |                 |                |
| Linduška zelená    |          |                 |                |
| Linduška rudokrká  |          |                 |                |
| Linduška horská    |          |                 |                |
| Linduška skalní    |          |                 |                |
| Linduška úhorní    |          |                 |                |
| Linduška velká     |          |                 |                |
| Konipas bílý       |          |                 |                |
| Konipas černobílý  |          |                 |                |
| Konipas horský     |          |                 |                |
| Konipas citronový  |          |                 |                |
| Konipas luční      |          |                 |                |
| Konipas černohlavý |          |                 |                |
| Konipas tundrový   |          |                 |                |
| Konipas žlutolící  |          |                 |                |
| Konipas iberský    |          |                 |                |
| Konipas šedohlavý  |          |                 |                |
| Konipas stepní     |          |                 |                |

### Pěnkavovití
| Název druhu         | Latinsky | Výskyt v Evropě | Výskyt v Česku |
| ------------------- | -------- | --------------- | -------------- |
| Pěnkava obecná      |          |                 |                |
| Pěnkava jikavec     |          |                 |                |
| Dlask tlustozobý    |          |                 |                |
| Hýl obecný          |          |                 |                |
| Hýl rudý            |          |                 |                |
| Hýl křivčí          |          |                 |                |
| Hýl pouštní         |          |                 |                |
| Zvonek zelený       |          |                 |                |
| Čížek lesní         |          |                 |                |
| Zvonohlík citronový |          |                 |                |
| Zvonohlík korsický  |          |                 |                |
| Zvonohlík zahradní  |          |                 |                |
| Křivka obecná       |          |                 |                |
| Křivka velká        |          |                 |                |
| Křivka bělokřídlá   |          |                 |                |
| Stehlík obecný      |          |                 |                |
| Konopka obecná      |          |                 |                |
| Konopka žlutozobá   |          |                 |                |
| Čečetka zimní       |          |                 |                |
| Čečetka bělavá      |          |                 |                |

### Astrildovití[pozn. 2]
| Název druhu        | Latinsky | Výskyt v Evropě | Výskyt v Česku |
| ------------------ | -------- | --------------- | -------------- |
| Astrild vlnkovaný  |          |                 |                |
| Tygříček tečkovaný |          |                 |                |

### Strnadovití
| Název druhu       | Latinsky | Výskyt v Evropě | Výskyt v Česku |
| ----------------- | -------- | --------------- | -------------- |
| Strnad severní    |          |                 |                |
| Sněhule severní   |          |                 |                |
| Strnad luční      |          |                 |                |
| Strnad obecný     |          |                 |                |
| Strnad bělohlavý  |          |                 |                |
| Strnad cvrčivý    |          |                 |                |
| Strnad obojkový   |          |                 |                |
| Strnad viničný    |          |                 |                |
| Strnad zahradní   |          |                 |                |
| Strnad šedokrký   |          |                 |                |
| Strnad šedý       |          |                 |                |
| Strnad černohlavý |          |                 |                |
| Strnad hnědohlavý |          |                 |                |
| Strnad rákosní    |          |                 |                |
| Strnad malinký    |          |                 |                |
| Strnad rolní      |          |                 |                |